# Jessi's Girls
Pour plus de détails, voir Fiche technique et Distribution.
Jessi's Girls est un western érotique américain sorti en 1975, réalisé par Al Adamson.

## Synopsis
Jessica Hartwell et son mari sont agressés par plusieurs malfaiteurs. Jessica est violée et son mari tué. Pour se venger, Jessica apprend à manier les armes, puis recrute trois autres femmes et se met à la poursuite des coupables.

## Fiche technique
Sauf indication contraire, les informations mentionnées dans cette section peuvent être confirmées par la base de données cinématographiques IMDb,  présente dans la section « Liens externes ».
- Titre anglais : Jessi's Girls
- Genre : Western érotique[1]
- Réalisation : Al Adamson
- Scénario : Budd Donnelly
- Production :  Al Adamson  et Michael Goldman[1] pour Manson International
- Musique : Don McGinnis
- Durée : 80 min[2] (autre version en 86 min)[1]
- Son : mono[2]
- Format d'image : 1.85 : 1, couleur[2]
- Année de sortie : 1975
- Date de sortie en salle en France : 23 mars 1983[3]

## Distribution
- Sondra Currie : Jessica Hartwell
- Geoffrey Land : shérif Clay
- Ben Frank : Frank Brock
- Regina Carrol (comme Regina Carroll) : Claire
- Jennifer Bishop : Rachel
- Ellyn Stern (comme Ellen Stern) : Kana
- Joe Cortese (comme Joseph Cortese) : Baldry
- Jon Shark : Slime
- Biff Yeager (en) : Link
- Gavin Murrell : indien
- Rigg Kennedy : Seth Hartwell
- William Hammer : Shag
- Hugh Warden : John
- Joe ArrowSmith : caissier de banque
- Rod Cameron : Rufe
- John Durren : Moose